# Starz (Yung Lean)
Starz è il quarto album in studio del rapper svedese Yung Lean, pubblicato nel 2020.

## Tracce
1. My Agenda – 2:09
2. Yayo – 2:37
3. Boylife In EU – 3:36
4. Violence – 2:52
5. Outta My Head – 2:51
6. Dance In The Dark – 2:53
7. Acid At 7/11 – 3:12
8. Starz (featuring Ariel Pink) – 4:20
9. Hellraiser – 2:25
10. Butterfly Paralyzed – 2:37
11. Dogboy – 2:16
12. Iceheart – 2:08
13. Pikachu – 2:07
14. Low – 2:44
15. Sunset Sunrise – 2:32
16. Put Me In A Spell – 2:56